# Mingachevir
Mingachevir és la quarta ciutat més gran de l'Azerbaidjan amb una població d'uns 106.000 habitants. Sovint és anomenada la "ciutat de les llums" a causa de la seva central hidroelèctrica al riu Kur, que divideix la ciutat pel mig. dasf adsf asd
La ciutat actual va ser fundada el 1948, en part per presoners de guerra alemanys capturats durant la Segona Guerra Mundial. Mingechevir és també la seu de l'Institut Politècnic de Mingachevir. La ciutat forma una divisió administrativa de l'Azerbaidjan. El districte es troba 323 km de la capital Bakú i 17 km del ferrocarril Bakú-Tbilisi. Geogràficament, la regió es troba al centre de la república a banda i banda del riu Kura. adsf asdf asd

## Economia
A partir de 2008, la piscifactoria de Mingachevir funciona a la ciutat, que cria tres tipus de peixos: carpa, carpa platejada i esturió.
La construcció de la presa de Mingachevir creant l' embassament de Mingachevir i la central hidroelèctrica de Mingachevir es va completar el 1953. La presa del sòl de les centrals hidroelèctriques, la capacitat total de la qual és de 15,6 quilòmetres cúbics d'aigua, és una de les preses més altes d'Europa que es va construir mitjançant aspersió. El dipòsit es troba 3 km al nord-oest del districte. La longitud del dipòsit és de 70 km, amplada de 3 a 18 km, punt més profund d'uns 75 metres i superfície total 605 km 2.